# 东营市黄河口湿地博物馆
东营市黄河口湿地博物馆，位于东营市东营区东城沂河路95号，背靠东营市湿地公园。

## 历史
于2004年2月落成。博物馆现有5个展厅，博物馆占地面积达7856平方米，建筑物面积为3751平方米，是中国现有最大的湿地博物馆。该博物馆主要展示黄河三角洲地区丰富多样的湿地生态系统和美丽的湿地自然景观。博物馆内的生物多样性展厅展示了黄河三角洲地区内生存的动植物标本八大类956种2127件；地质厅则用图表和模型向公众介绍黄河三角洲的历史变迁、地形地貌及形成过程；生态厅使用大型开放式仿真展览方式向公众展示了保护湿地的重要性以及湿地在大自然生态系统中不可替代的重要作用。博物馆主要通过展览的方式向社会公众呼吁保护被称为“地球之肾”的湿地的重要性和急迫性。